# Sinești, Argeș
Sinești este un sat în comuna Cuca din județul Argeș, Muntenia, România.